# Seznam najbolj proizvajanih helikopterjev
Seznam najbolj proizvajanih helikopterjev, modro obarvani so še vedno v proizvodnji
| Ime                       | Število proizvedenih | Država                   | Beležka | Čas izdelave  |
| ------------------------- | -------------------- | ------------------------ | --- | ------------- |
| Mil Mi-8                  | 17 000+              | Sovjetska Zveza/Rusija   | Najbolj proizvajan, še v proizvodnji                                                                                                  | 1961–do danes |
| Bell UH-1 Iroquois        | 11 582+              | ZDA                      | Najbolj proizvajan na Zahodu, vzdevek "Huey". UH-1Y različica še v proizvodnji                                                        | 1959–1976     |
| Bell 206 Jetranger        | 8 460                | ZDA, Kanada in Italija   | Tudi v Italiji in Avstraliji | 1966–2010     |
| Bell 47                   | 5 600                | ZDA in Kanada            | Pod licenco v Italiji in Japonski (Kawasaki Heavy Industries) in Westland Aircraft v Brtianiji                                        | 1946-1974     |
| Mil Mi-2                  | 5 497                | Sovjetska Zveza/Poljska  | Proizvajan samo na Poljski | 1965–1998     |
| Robinson R44              | 5 324+               | ZDA in Kanada            | | 1993–do danes |
| Hughes OH-6 Cayuse        | 4 700                | ZDA in Kanada            | V proizvodnji kot MD-500 series. Pod licenco tudi pri Kawasakiju, koreji in Italiji                                                   | 1965–do danes |
| Robinson R22              | 4 484+               | ZDA in Kanada            | | 1979–do danes |
| Eurocopter AS350          | 4 105+               | France                   | | 1975–do danes |
| Sikorsky UH-60 Black Hawk | 4 000+               | ZDA in Kanada            | S-70 family: UH-60A (1978–1989), UH-60L (1989-2007), UH-60M (2005-), SH-60 Seahawk (1979-), na Japonskem kot Mitsubishi H-60 (1987-). | 1978–do danes |
| Mil Mi-4                  | 4 000                | Sovjetska Zveza/Kitajska | Na Kitajskem kot Z-5. | 1951-1979     |
| Hughes TH-55 Osage        | 2 800+               | ZDA in Kanada            | Kot Schweizer S-300. | 1961-         |
| Mil Mi-1                  | 2 594                | Sovjetska Zveza          | Na Poljskem kot SM-1. | 1950-1965     |
| Sikorsky H-34             | 2 464                | ZDA in Kanada            | Tudi kot Westland Wessex. | 1954-1970     |
| Bell AH-1 Cobra           | 2 208                | ZDA                      | AH-1Z še vedno v proizvodnji | 1967–do danes |
| Aérospatiale Alouette III | 2 000+               | Francija                 | V Indiji kot HAL Chetak in Romuniji kot IAR 316.                                                                                      | 1961-1985     |
| Mil Mi-24                 | 2 000+               | Sovjetska Zveza/Rusija   | Mi-35M še vedno v proizvodnji | 1969–do danes |
| Hiller OH-23 Raven        | 1 836+               | ZDA in Kanada            | | 1948-?        |
| Aérospatiale Gazelle      | 1 775                | Francija                 | | 1967-1996     |
| Sikorsky H-19             | 1 500+               | ZDA in Kanada            | Tudi v Franciji, Britaniji in Japonski                                                                                                | 1950-?        |
| MBB Bo 105                | 1 500                | Nemčija                  | | 1967-2001     |
| Sikorsky SH-3 Sea King    | 1 300+               | ZDA in Kanada            | Sikorsky S-61, tudi v Britaniji, Agusti in Mitsubishi.                                                                                | 1959-1970s    |
| Aérospatiale Alouette II  | 1 300                | Francija                 | | 1956-1975     |
| Bell 407                  | 1 100+               | ZDA                      | | 1995–         |
| Boeing CH-47 Chinook      | 1 179+               | ZDA                      | Grajen tudi na Japonskem priKawasaki Heavy Industries in v Italiji pri Elicotteri Meridionali (Agusta).                               | 1962–do danes |
| Eurocopter EC135          | 1 000+               | Nemčija                  | | 1994–do danes |